# 马尔什地区圣维克托
马尔什地区圣维克托（法語：Saint-Victor-en-Marche，法語發音：[sɛ̃ viktɔʁ ɑ̃ maʁʃ]）是法国克勒兹省的一个市镇，位于该省中部偏西，属于盖雷区，也是大盖雷城市公共社区的一部分。

## 地理
马尔什地区圣维克托（46°7'6"N, 1°48'50"E）面积16.62 平方千米，位于法国新阿基坦大区克勒兹省，该省份为法国中部省份，位于法國中央高原西北部，北起安德尔省和谢尔省，西接维埃纳省，南至科雷兹省，东临多姆山省，东北与阿列省接壤。
与马尔什地区圣维克托接壤的市镇（或旧市镇、城区）包括：阿扎沙特内、拉沙佩勒塔耶费尔、蒙泰居勒布朗、圣埃卢瓦、圣莱热勒盖雷图瓦、圣西尔万蒙泰居。

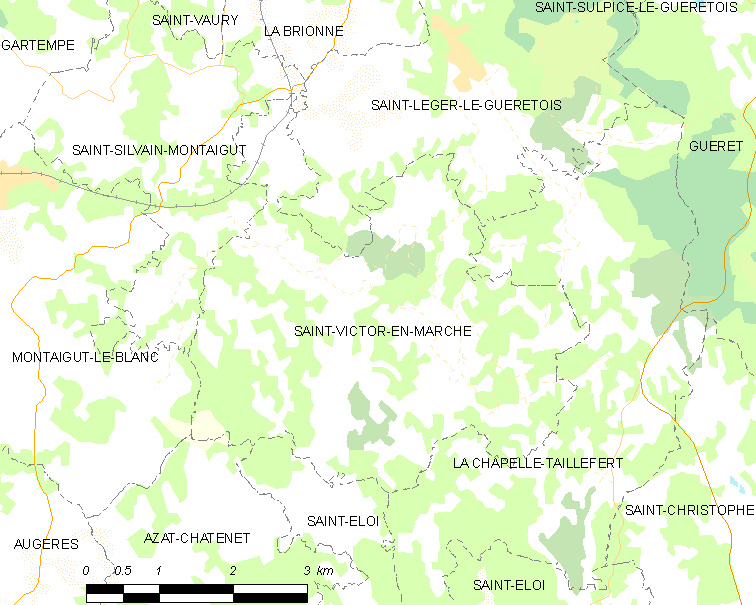
马尔什地区圣维克托的OSM定位图

马尔什地区圣维克托的时区为UTC+01:00、UTC+02:00（夏令时）。

## 行政
马尔什地区圣维克托的邮政编码为23000，INSEE市镇编码为23248。

## 政治
马尔什地区圣维克托所属的省级选区为盖雷第二县。

## 人口

1962-2008年间马尔什地区圣维克托人口变化图示

马尔什地区圣维克托于2022年1月1日时的人口数量为348人。